# خان

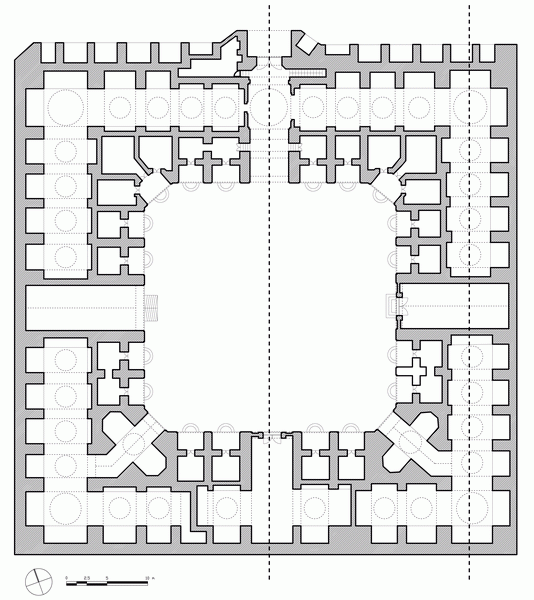
خطة لمثال كاروانسراي صفوي

الخان (في بعض الأقطار) أو الكاروانِسرايُ (في غيرها، فارسية ترجمتها سرايُ القافلة) بيت للمسافرين والقوافل على الطرقات البعيدة، مبني من الحصى والجص والصاروج، سقفه محدب، وله باب واحد مع كوى في جوانبها.

## تأثيل
قد يهمز آخر كلمة كاروانِسرايُ كما يُيَيَّا كذلك، فهي كلمة تركية عثمانية فارسية الأصل، مركبة من «كاروان» أو قيروان أي قافلة و«سراي». الكلمة العربية (والعبرية) المقابلة هي الخان (חאן) أو الرباط (ج ربط).

## معرض الصور

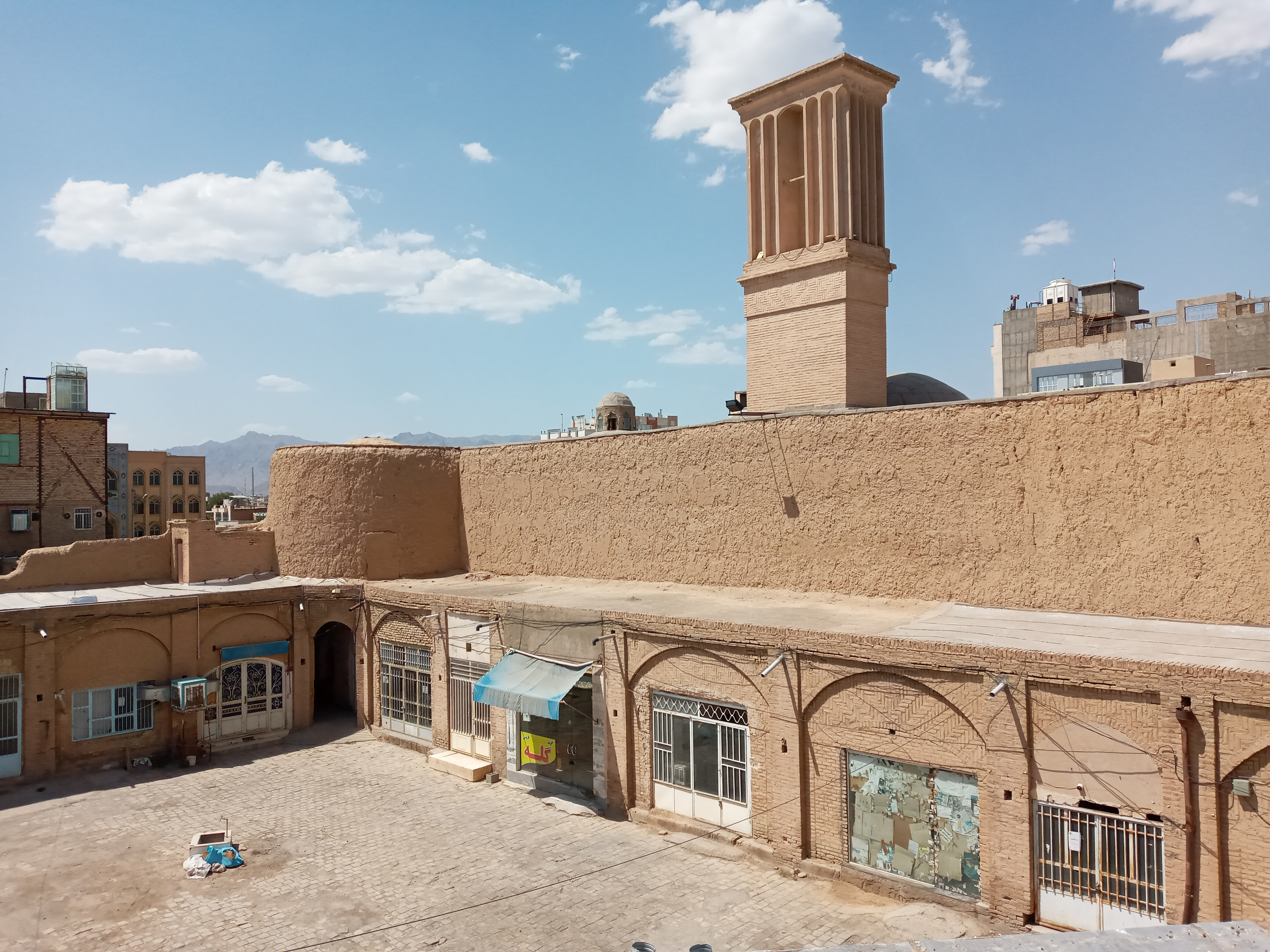
خان أمين التجار تقع في كاشمر
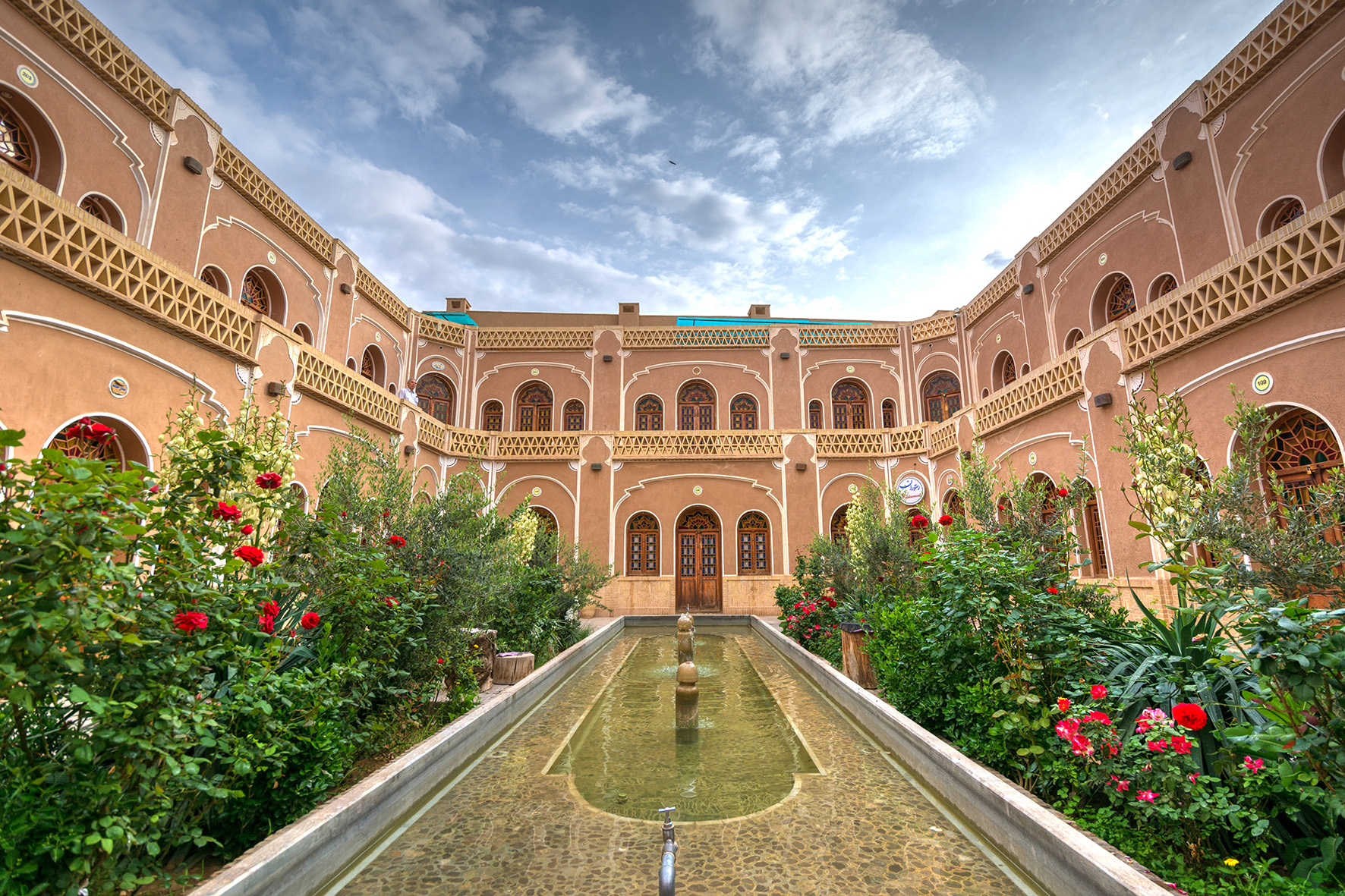
خان مشير تقع في يزد
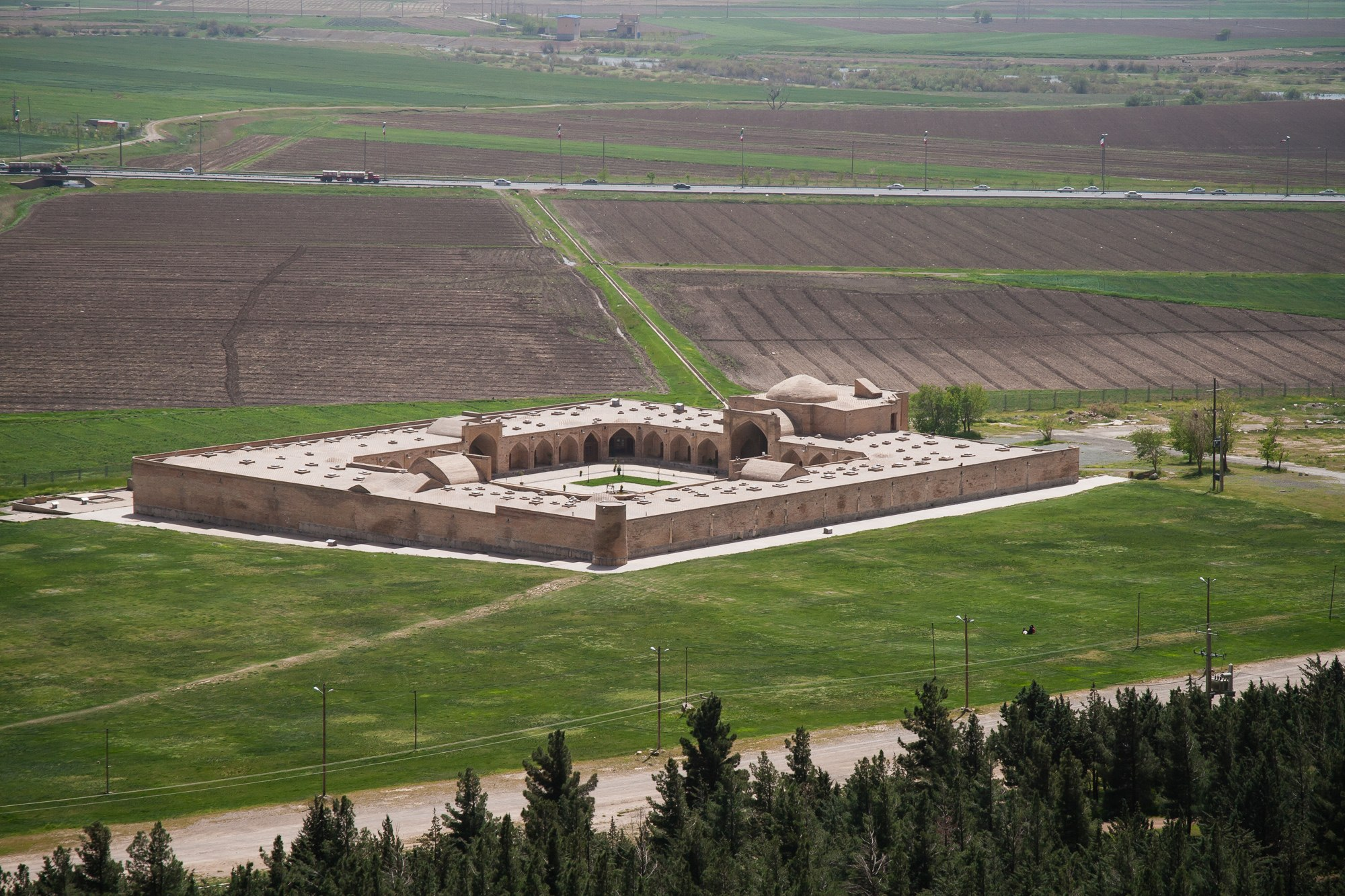
خان شاه عباسي تقع في بيستون
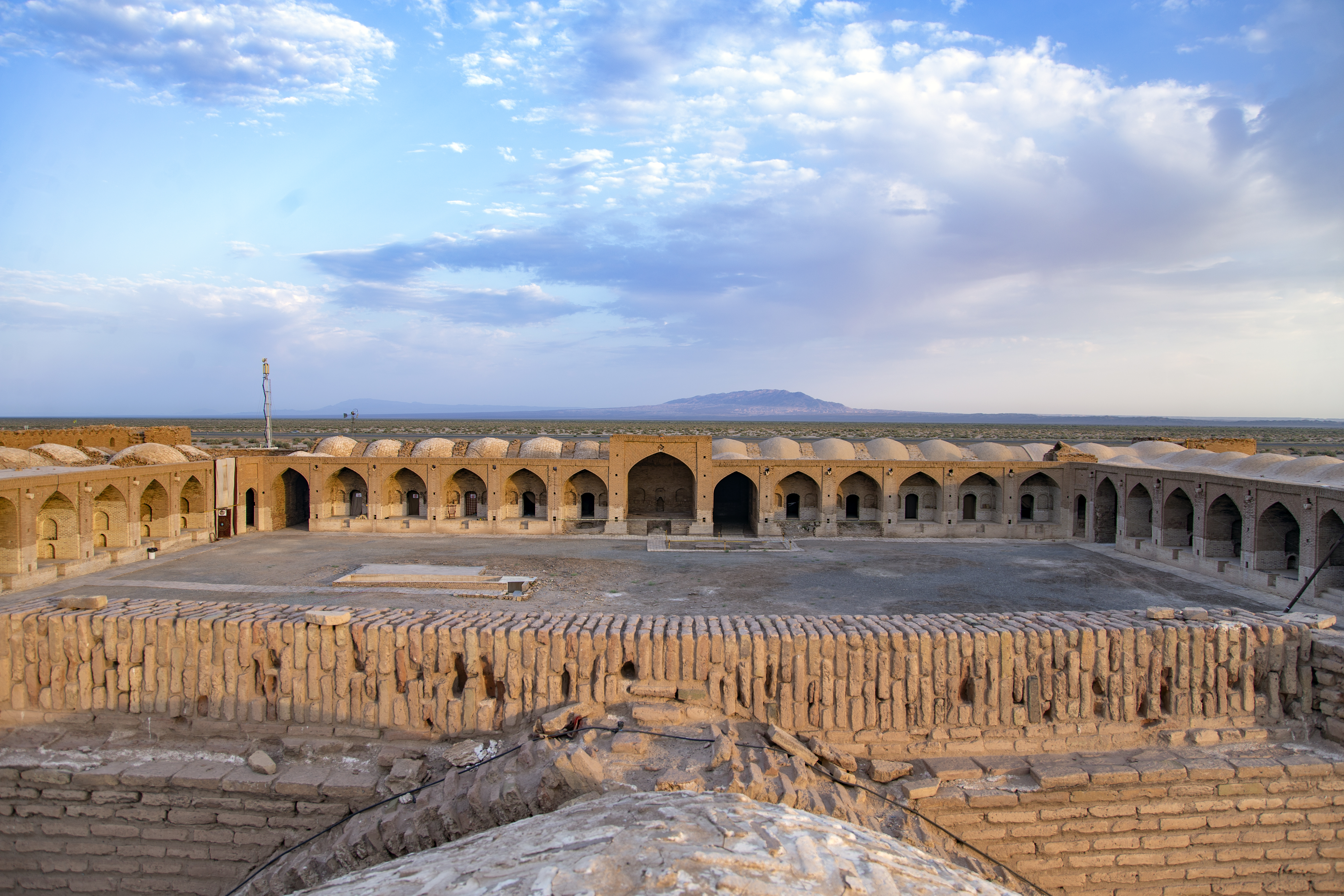
دير غتشين تقع في مقاطعة قم
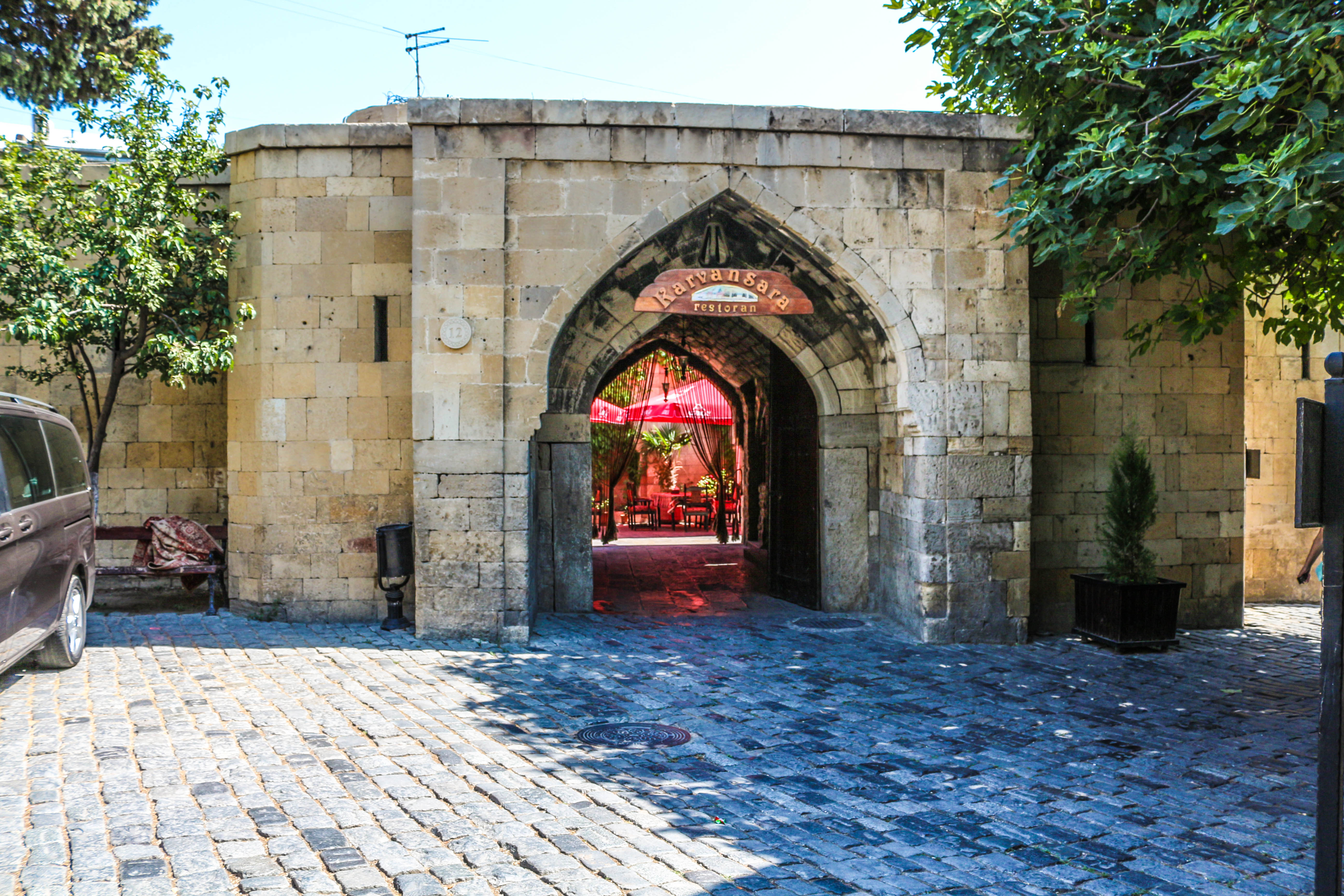
خان مولطاني تقع في المدينة القديمة
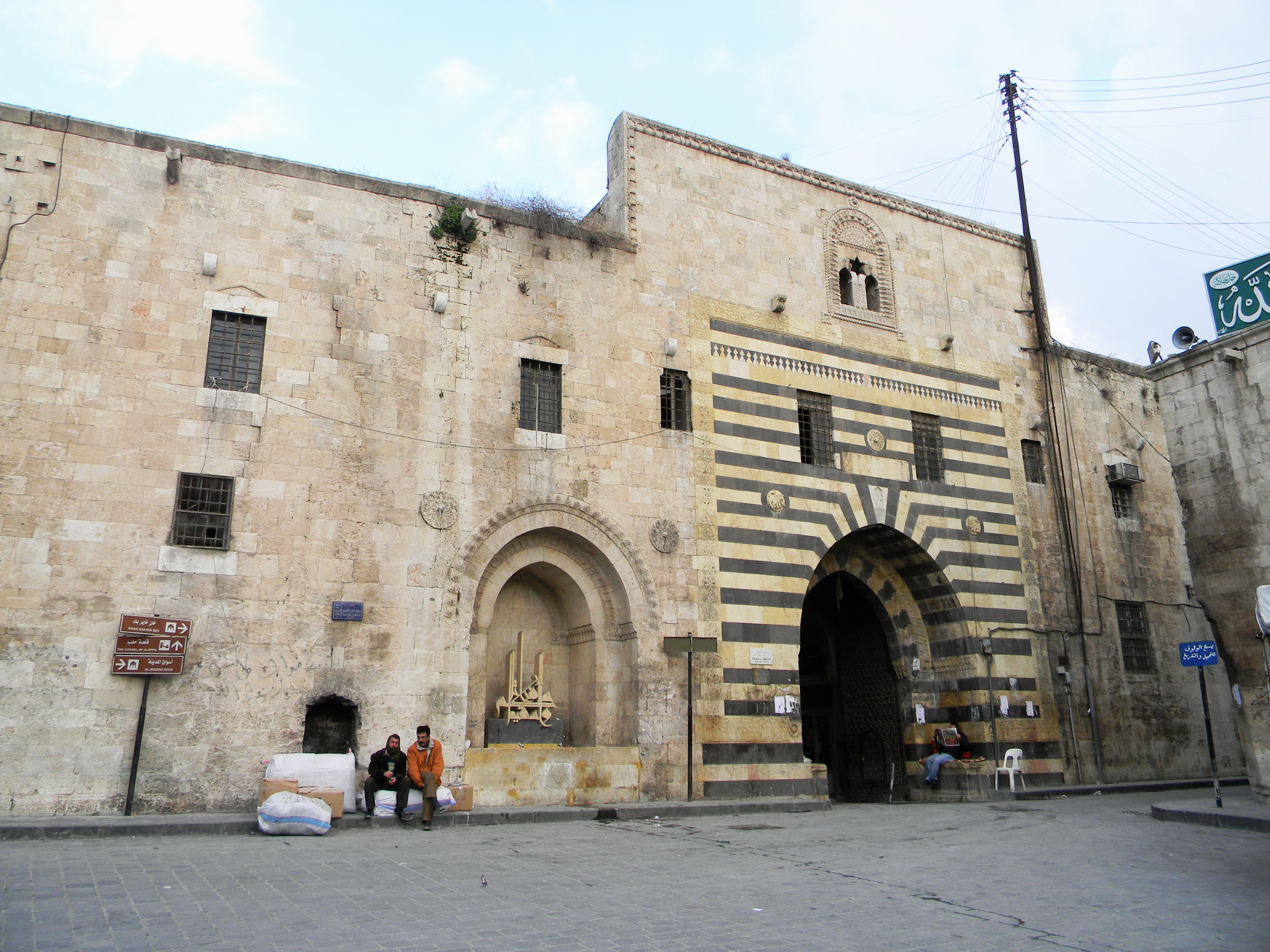
خان الوزير تقع في حلب
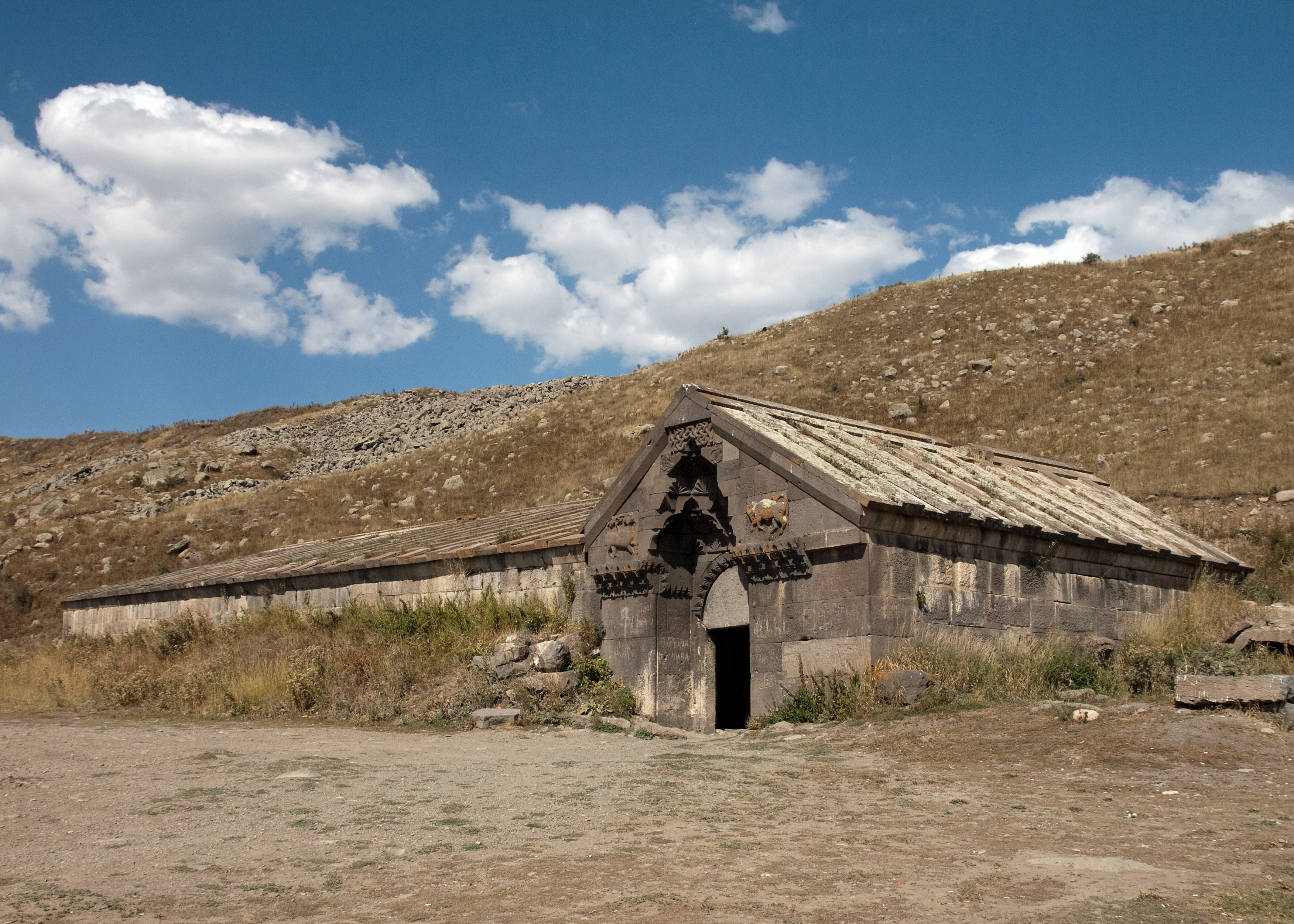
خان أربليان تقع في محافظة وايوتس جور
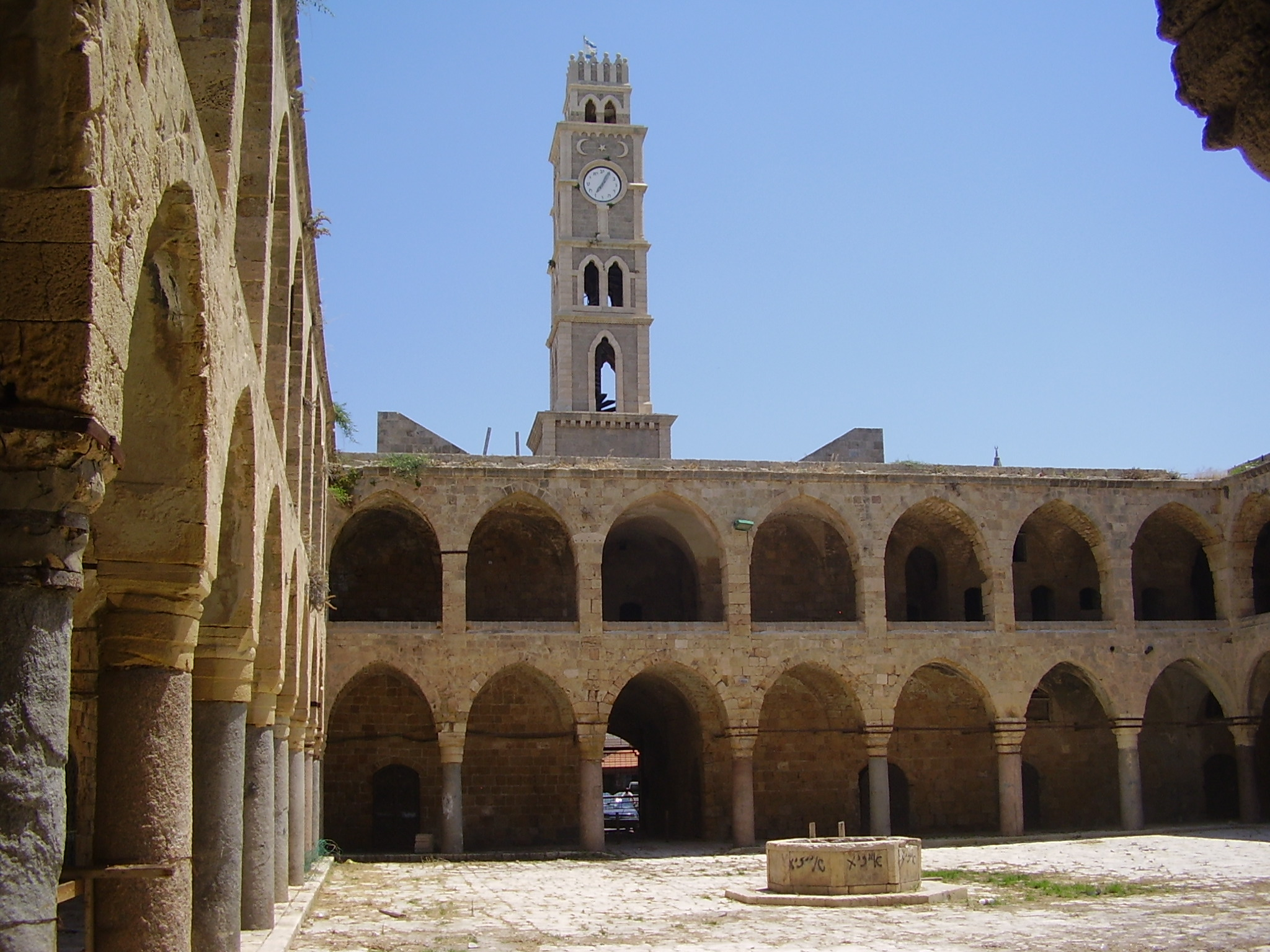
خان العمدان تقع في عكا